# Indian Walk
Indian Walk es una localidad de Trinidad y Tobago que forma parte de la región de Princes Town.

## Geografía
La localidad abarca parte de la isla Trinidad y limita al norte con Broomage, Matilda, Petit Café y Sixth Company, al sur con Barrackpore y Fifth Company, al este con Hindustan y al oeste con St. Croix Village.

## Demografía
Datos demográficos de la localidad de Indian Walk:
| Gráfica de evolución demográfica de Indian Walk entre 2000 y 2011 |
|                                                                   |